# Pedro Froilaz de Traba
Pedro Froilaz, també escrit Pero (Regne de Galícia, c. 1075 - Santiago de Compostel·la, c. 1126), va ser un noble gallec del
segle XI i comte de Traba o Trava. Va ser el partidari més destacat del comte gallec Ramon de Borgonya, el qui li va confiar la cura del seu fill, el futur Alfons VII de Lleó. Es va enfrontar a la reina Urraca i a Alfons el Bataller pels drets successoris de l'infant.
L'any 1111, quan Alfons tenia tan sols sis anys, va coronar-lo rei de Galícia, en una maniobra orquestrada amb el bisbe Gelmírez, a la catedral de Santiago de Compostel·la. Al llarg dels anys següents va guiar el monarca i el va protegir fins a arribar a coronar-lo a Toledo (1117) i a Lleó (1126).
El comte de Traba va morir el 1126, sent succeït per Ferran Peres de Traba, el tercer dels seus quinze fills. Va ser enterrat al cementiri de Santiago de Compostel·la i les seves restes es conserven actualment en un sarcòfag al Panteó Reial de la catedral.